# Ferdi Ştatzer

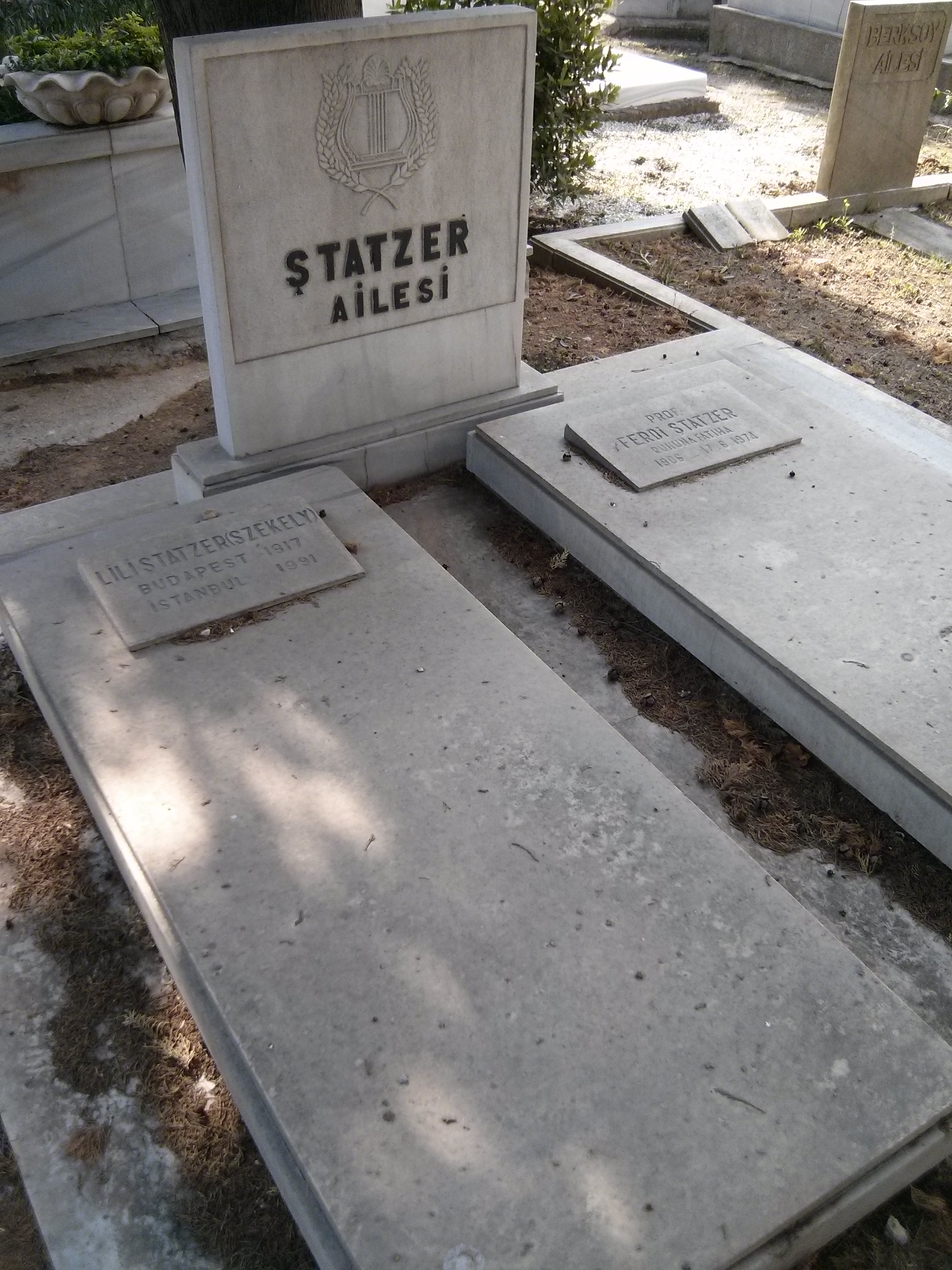
La tomba del pianista i la seva dona Lili al cementiri Zincirlikuyu d'Istanbul.

Ferdi Ştatzer (nascut Friedrich von Statzer el 1906 - Istanbul, 17 de juny de 1974) fou un pianista turc.
Nascut a Viena, austríac, Statzer va anar a Turquia el 1932, on va començar a treballar com a professor de piano al Conservatori Municipal d'Istanbul, sobre una proposta de Hasan Ferit Alnar. El 1944 esdevingué ciutadà turc i musulmà. Les famoses pianistes Ayşegül Sarıca, Gülay Uğurata, Verda Erman, totes les tres Devlet Sanatçısı, i Yasemin Eğinlioğlu van ser algunes de les seves alumnes al Conservatori. Entre 1933 i 1951 es va casar amb l'actriu de teatre turca Bedia Muvahhit, pero van divorciar-se després de 18 anys. El 1957 es va casar amb la professora de violí, Lilly (Lili) Szekelly.
Ştatzer és considerat com el músic que més va reforçar els llaços orgànics entre la música clàssica feta a Occident i la de Turquia des de Donizetti Paşa.